# Le Mas
Le Mas ist eine französische Gemeinde im Département Alpes-Maritimes in der Region Provence-Alpes-Côte d’Azur. Sie gehört zum Arrondissement Grasse und zum Kanton Grasse-1. Die Bewohner nennen sich Massois.

## Lage
Die Gemeinde liegt umgeben vom Regionalen Naturpark Préalpes d’Azur, ist diesem jedoch nicht beigetreten.
Die angrenzenden Gemeinden sind Gars und Les Mujouls im Norden, Sallagriffon (Berührungspunkt) im Nordosten, Aiglun im Osten, Gréolières und Andon im Süden sowie Saint-Auban im Westen.

## Bevölkerungsentwicklung
| 1962 | 1968 | 1975 | 1982 | 1990 | 1999 | 2005 | 2006 | 2012 |
| ---- | ---- | ---- | ---- | ---- | ---- | ---- | ---- | ---- |
| 41   | 46   | 25   | 120  | 108  | 136  | 130  | 128  | 171  |

## Sehenswürdigkeiten
Siehe auch: Liste der Monuments historiques in Le Mas
- Kirche Notre-Dame von Le Mas, eine katholische Kirche, seit 1937 eingetragen als Monument historique
- Kapelle Saint-Arnoux
- Ehemaliges Schloss
- Von Le Mas aus sieht man westlich den Gipfel Sommet de l'Arpille (1689 m), einer der markantesten Berge der Voralpen (mit Turm zur Brandüberwachung).

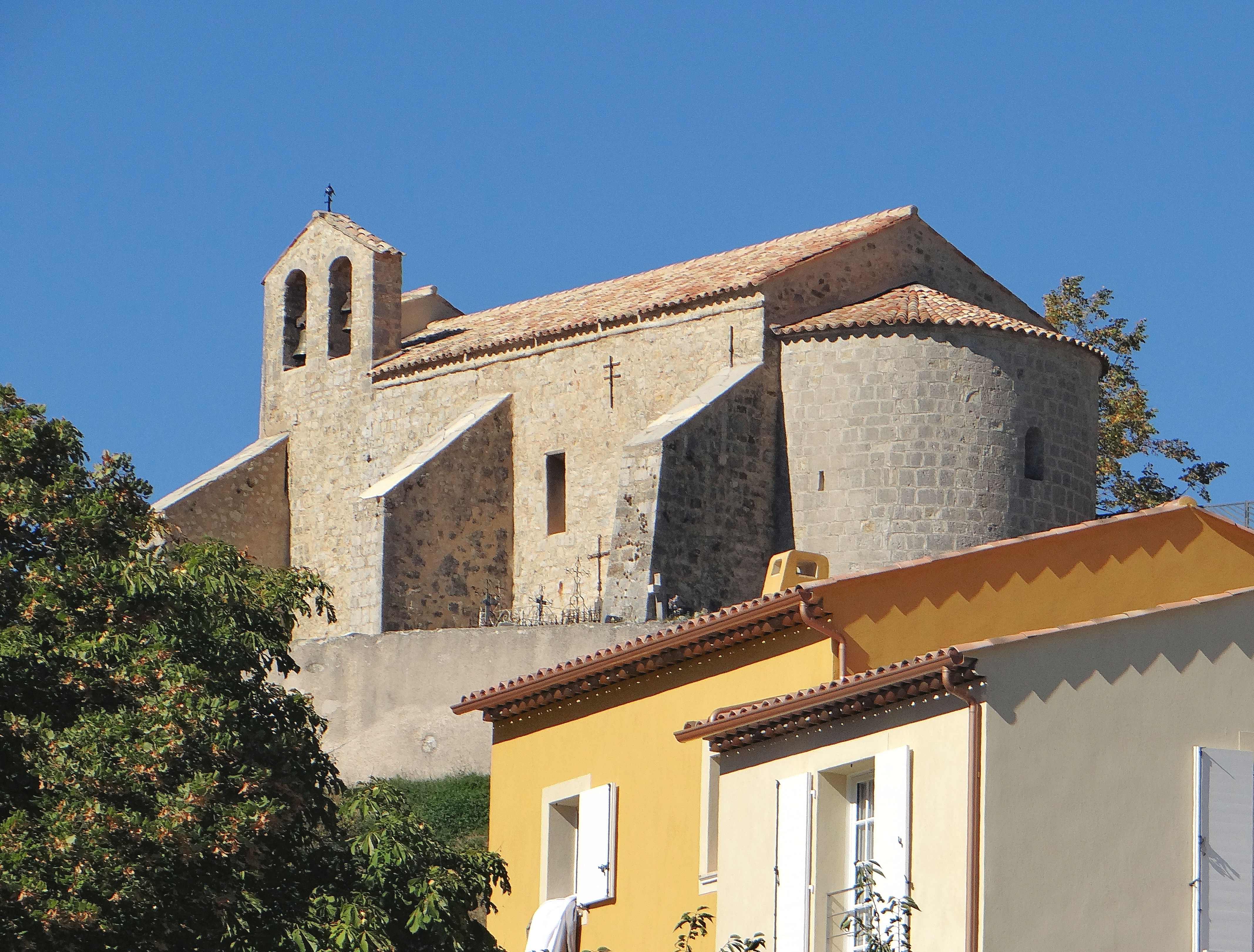
Kirche Notre-Dame
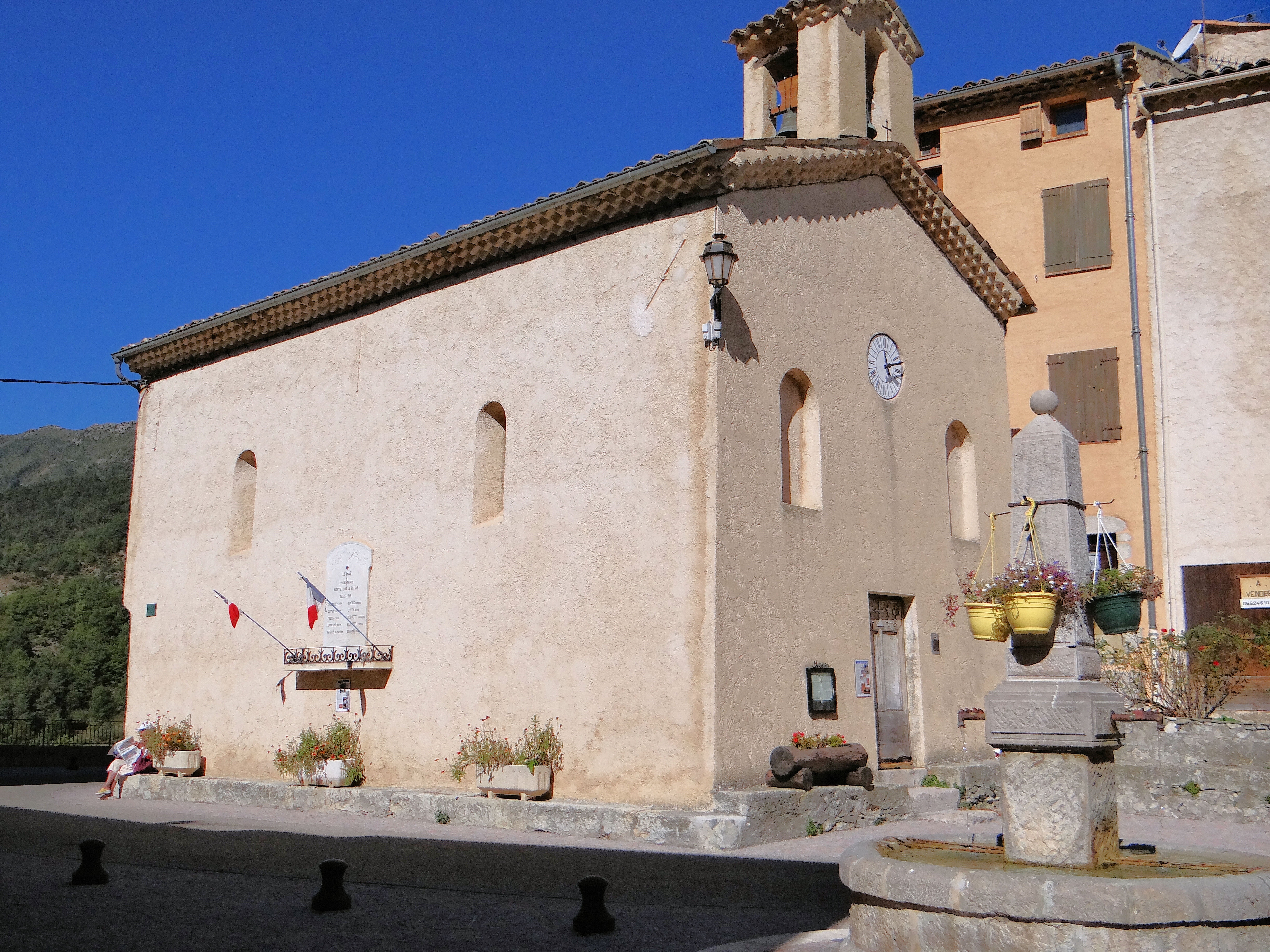
Kapelle Saint-Arnoux mit Brunnen
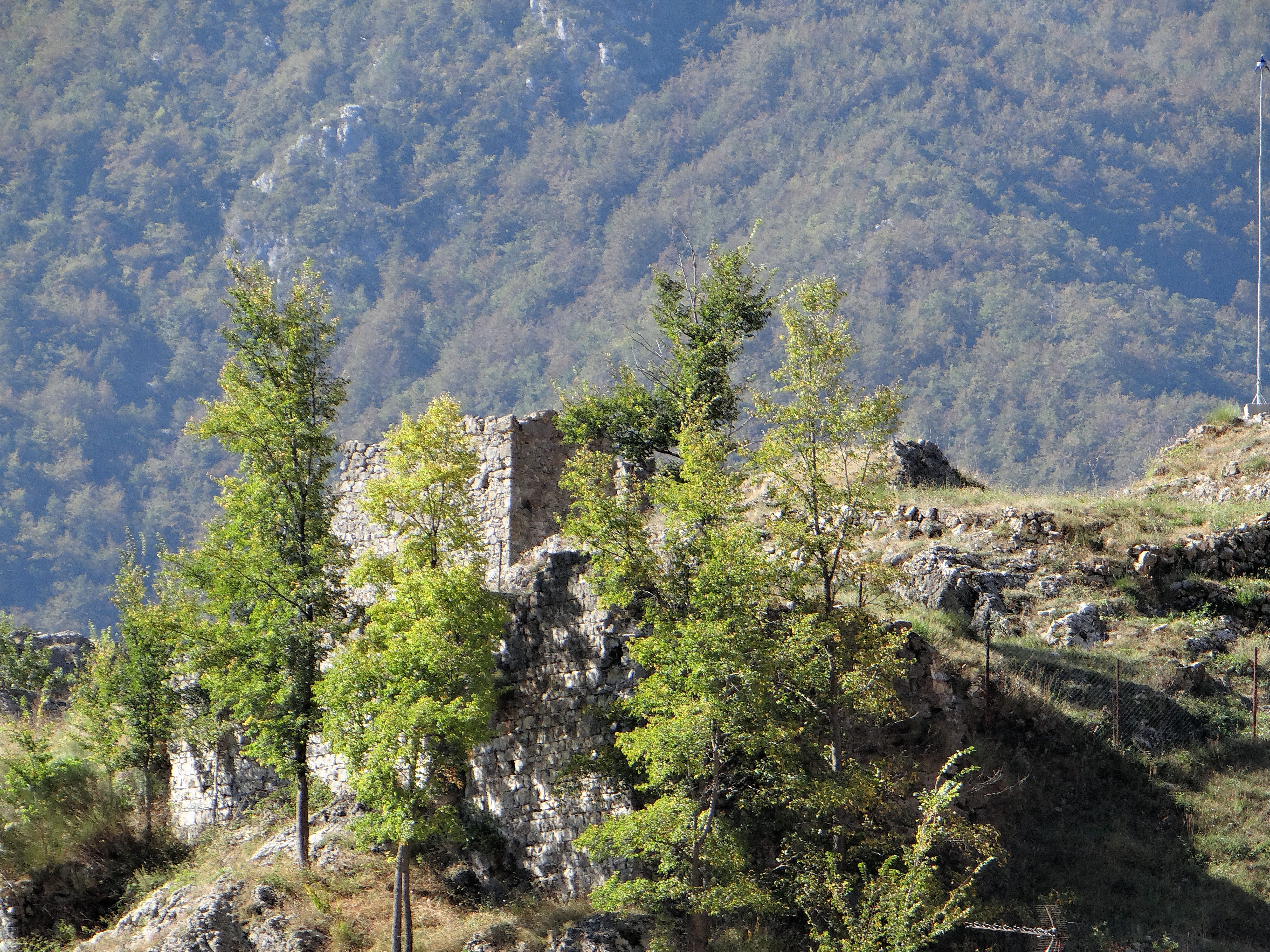
Ehemaliges Schloss
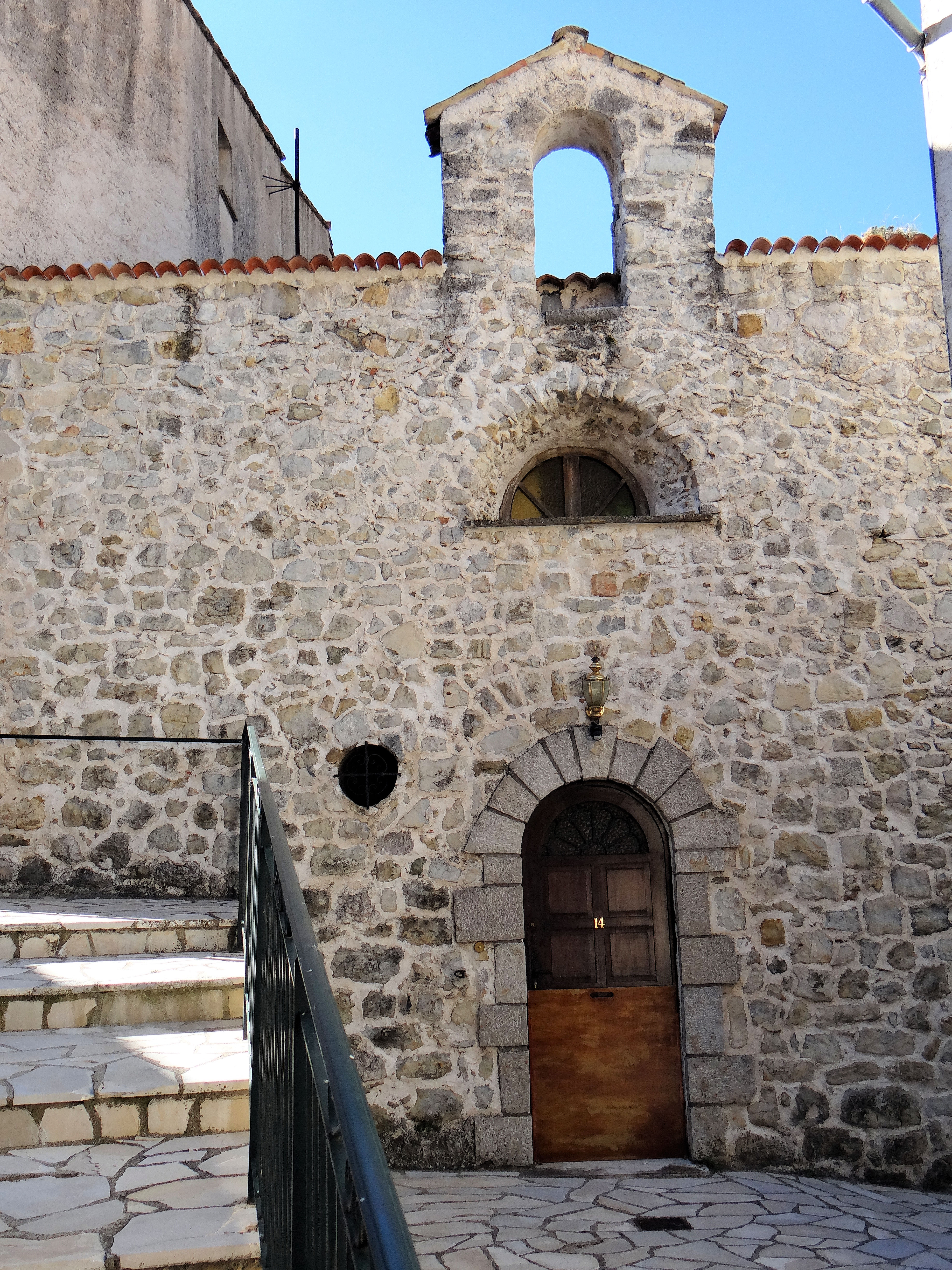
Ehemalige Kapelle